# Edições Polvo
Edições Polvo é uma editora portuguesa de Banda Desenhada, fundada em 1997. Foram eles quem lançaram primeiro em língua portuguesa o livro "Isaac, o Pirata". Os três primeiros volumes também foram publicados juntos e em preto e branco  pela editora Conrad no Brasil. 